# Micromeria thymoides subsp. cacuminicolae
Micromeria thymoides subsp. cacuminicolae é uma subespécie de planta com flor pertencente à família Lamiaceae. 
A autoridade científica da subespécie é (P. Pérez) Rivas Mart., tendo sido publicada em Itinera Geobotanica 15: 704. 2002.

## Portugal
Trata-se de uma subespécie presente no território português, nomeadamente no Arquipélago da Madeira.
Em termos de naturalidade é endémica da região atrás referida.

## Protecção
Não se encontra protegida por legislação portuguesa ou da Comunidade Europeia.